# Christian Stolte
Christian Stolte (16 de outubro de 1962) é um ator norte-americano. Interpretou o polícia penal Keith Stolte na série de TV Prison Break e Charles Makley no filme Inimigos Públicos. Fez de David Kim Parker na web série da The Onion Lake Dredge Appraisal. Também interpretou Clarence Darby no filme Law Abiding Citizen. A carreira de ator de Stolte inclui trabalho de voz com Breathe Bible.  Desde 2012 que interpreta Randy McHolland (Mouch) na série da NBC Chicago Fire e outras série do OneChicago franchise.

## Filmografia
| Ano          | Título                                         | Papel                                                      | Notas                            |
| ------------ | ---------------------------------------------- | ---------------------------------------------------------- | -------------------------------- |
| 2000         | The Brother 2                                  | Polícia                                                    |                                  |
| 2005–2007    | Prison Break                                   | Polícia penal Keith Stolte (também conhecido como C.O. #1) | Papel recorrente (temporada 1–2) |
| 2009         | Public Enemies                                 | Charles Makley                                             | Papel coadjuvante                |
| 2009         | Law Abiding Citizen                            | Clarence James Darby                                       | Papel coadjuvante                |
| 2010         | A Nightmare on Elm Street                      | Pai de Jesse                                               | Papel coadjuvante                |
| 2012         | Helcomb County Municipal Lake Dredge Appraisal | David Kim Parker                                           | Papel principal                  |
| 2012–Present | Chicago Fire                                   | Randall "Mouch" McHolland                                  | Papel principal                  |
| 2015–Present | Chicago P.D.                                   | Randall "Mouch" McHolland                                  | Papel convidado recorrente       |
| 2016–Present | Chicago Med                                    | Randall "Mouch" McHolland                                  | Papel convidado recorrente       |
| 2016         | The Man in the Silo                            | Charlie                                                    | Papel coadjuvante                |
| 2016         | For A Good Time (short film)                   | Bus Stop                                                   | Papel coadjuvante                |
| 2016         | Boyband                                        | Dennis "Damn Straight" Stevens                             | Papel coadjuvante                |
| 2016         | Hidden Tears:Tanya (short film)                | Counselor                                                  | Papel Principal                  |
| 2017         | Anita (filming)                                | John Griggs                                                | Papel Principal                  |

## References
1. ↑  «Breathe Bible | Tyndale House Publishers». www.tyndale.com. Consultado em 6 de março de 2024
2. ↑  «Christian Stolte throws himself into 'Chicago Fire'». Chicago Tribune (em inglês). 11 de setembro de 2014. Consultado em 6 de março de 2024